# 牟峰印空
牟峰印空（1943年—2022年，韓文：묘봉인공 （页面存档备份，存于）），韓國禪師。
牟峰禪師於1967年受沙彌戒、1968年受比丘戒。1975年至1980年在美國弘法，1980年返回韓國遇到惠菴禪師，並於其座下參究公案，在1984年獲惠菴禪師傳法，傳法偈曰：「山無同別，無大家風，是無文印，付妙峰汝。」為鏡虛 （页面存档备份，存于）下第3世、臨濟下第40世。牟峰禪師於1981年於美國加州橘縣創辦曹溪國際禪院，後於1985年更名為西禪寺 （页面存档备份，存于）（Western Son Academy）。1986年在德州休士頓創辦南禪寺，1988年為漢城奧運及亞運佛教館住持，自1992年住錫韓國大田市國恩寺、漢城華溪寺及光州市永平寺等。2022年3月9日上午10點20分圓寂於韓國釜山，世壽八十，僧臘五十五。
牟峰禪師的法嗣為圓濟惠忠禪師，2000年在洛杉磯藉西禪寺設立尋牛禪院禪修班，教導禪宗祖師禪之修行法門迄今。